# Arteria occipitale
L'arteria occipitale è il terzo ed ultimo ramo posteriore dall'arteria carotide esterna.

## Decorso e rami
L'arteria occipitale nasce dalla faccia posteriore della carotide esterna allo stesso livello dell'arteria linguale, si dirige posteriormente e in alto, incrocia il margine mediale del muscolo sternocleidomastoideo ed è contornata dal nervo ipoglosso, passa sotto il ventre posteriore del muscolo digastrico, incrocia il nervo spinale, fino a giungere al processo mastoideo del temporale; qui si interpone nel solco del processo mastoideo. Lungo il suo percorso cede numerosi rami muscolari, un ramo mastoideo e uno auricolare. L'arteria in sé va a vascolarizzare la regione del cuoio capelluto.

## Territorio di irrorazione
Comprende i muscoli della nuca:
- Sternocleidomastoideo
- Muscolo lunghissimo e retto laterale del capo
- Muscolo epicranico
- Muscolo semispinale
- Splenio del capo e del collo